# Championnats d'Asie d'athlétisme 2017
Navigation
La 22e édition des Championnats d'Asie d'athlétisme se déroule à Bhubaneswar, dans l'État d'Odisha, du 6 au 9 juillet 2017. Ces championnats étaient initialement prévus pour se tenir à Ranchi un mois plus tôt.
Les compétitions devaient en effet avoir lieu dans le Birsa Munda Athletics Stadium, au sein du complexe sportif d'Hotwar, mais l'État de Jharkhand a renoncé tardivement pour des raisons financières, laissant seulement 90 jours à l'Odisha pour le remplacer. Le 30 mars 2017, le conseil de la fédération asiatique décide que les compétitions se tiendront désormais au Kalinga Stadium. La mascotte, dénommée Olly, est une tortue olivâtre, une espèce en danger.
L'Inde, nation-hôte, remporte le plus de titres continentaux (12) et de médailles (29), devançant pour la première fois la Chine qui dominait de façon ininterrompue les championnats depuis 1983. Également pour la première fois, le Japon ne remporte aucun titre lors des championnats d'Asie, malgré 14 médailles, alors même que sa délégation était la deuxième plus importante, bien que composée presque uniquement d'athlètes non sélectionnés pour les championnats du monde de Londres, ce qui était le cas d'autres délégations. Le Qatar, organisateur des prochains championnats de 2019, repart aussi bredouille.
Les champions d'Asie sont automatiquement qualifiés même sans avoir réalisé les minima pour les Championnats du monde d'athlétisme 2017 à Londres.

## Résultats

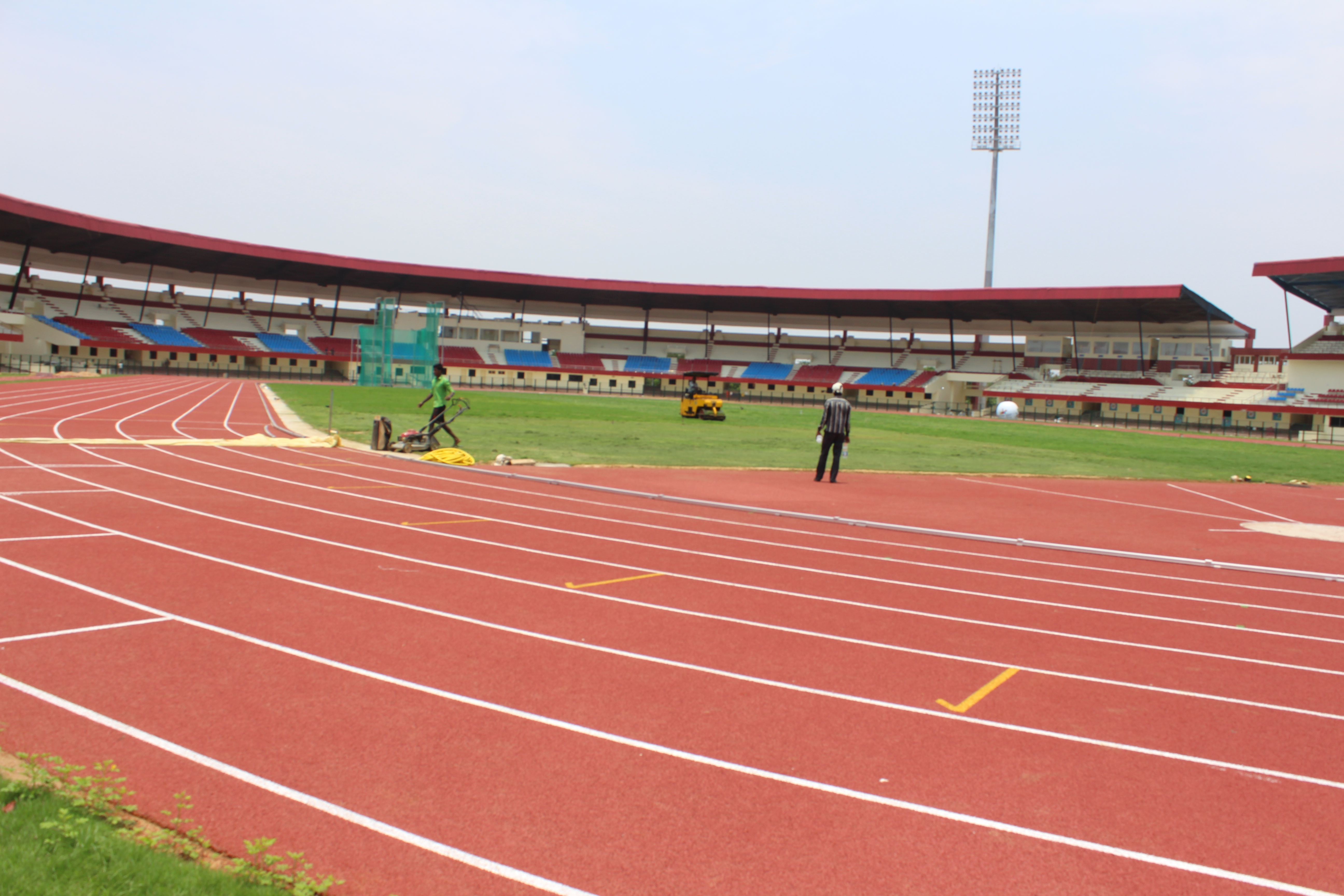
La nouvelle piste du stade Kalinga

### Hommes

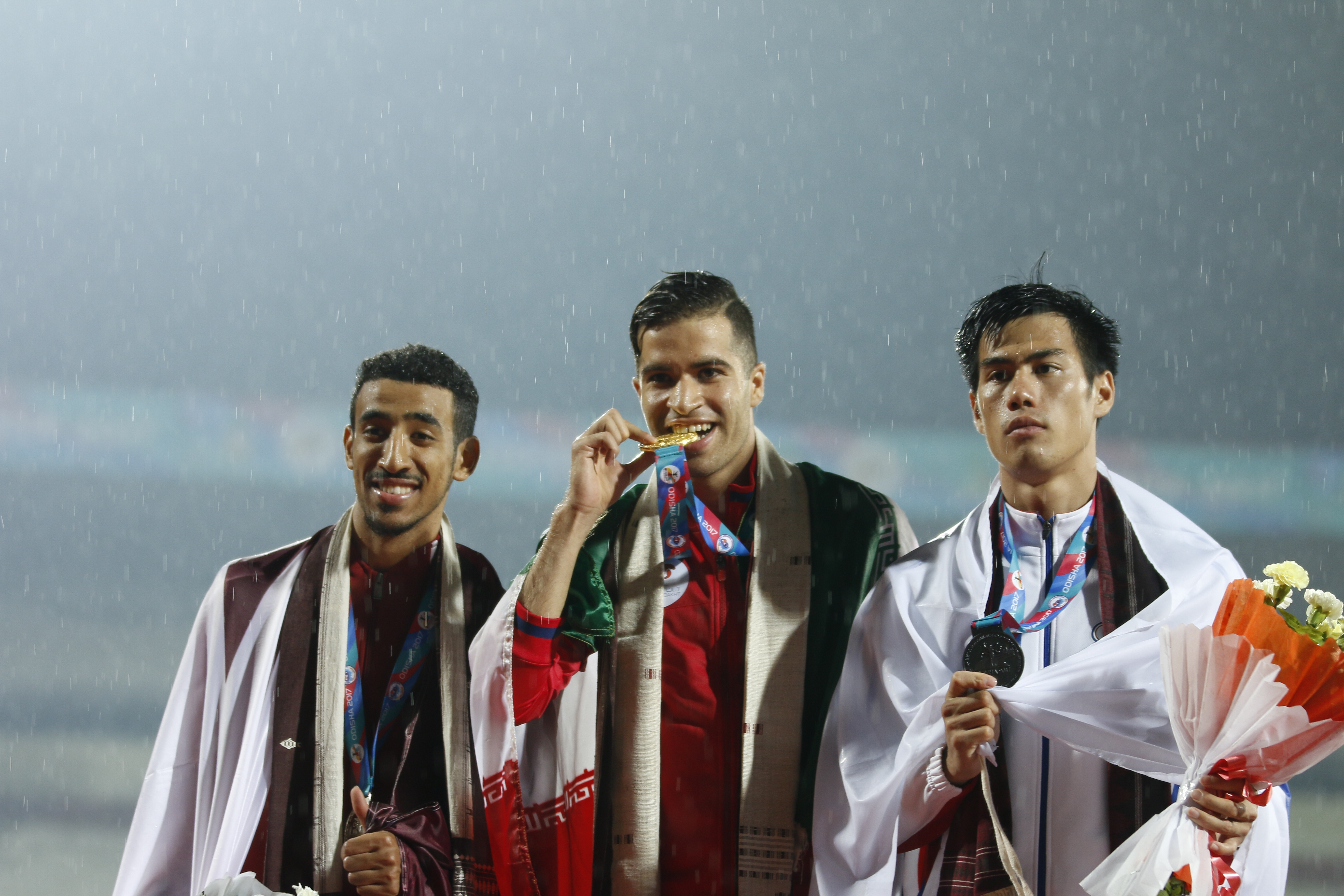
Podium du 100 m.

| Épreuves | Or                                                                                                  | Argent | Bronze                                                                                              |
| --- | --------------------------------------------------------------------------------------------------- | --- | --------------------------------------------------------------------------------------------------- |
| 100 m (+ 0,7 m/s) | Hassan Taftian 10 s 25                                                                              | Femi Ogunode 10 s 26                                                                                         | Yang Chun-Han 10 s 31                                                                               |
| 200 m (0,0 m/s) | Yang Chun-Han 20 s 66                                                                               | Park Bong-go 20 s 76                                                                                         | Femi Ogunode 20 s 79                                                                                |
| 400 m | Mohammad Anas 45 s 77                                                                               | Arokia Rajiv 46 s 14                                                                                         | Ahmed Mubarak al-Saadi 46 s 39                                                                      |
| 800 m | Ebrahim al-Zofairi 1 min 49 s 47                                                                    | Jamal Hairane 1 min 49 s 94                                                                                  | Jinson Johnson 1 min 50 s 07                                                                        |
| 1 500 m | Ajay Kumar Saroj 3 min 45 s 85                                                                      | Jamal Hairane 3 min 46 s 90                                                                                  | Moslem Niadoost 3 min 48 s 53                                                                       |
| 5 000 m | Govindan Lakshmanan 14 min 54 s 48                                                                  | Yaser Bagharab 14 min 55 s 89                                                                                | Tariq Ahmed al-Amri 14 min 56 s 83                                                                  |
| 10 000 m | Govindan Lakshmanan 29 min 55 s 87                                                                  | Thanackal Gopi 29 min 58 s 89                                                                                | Adilet Kyshtakbekov 30 min 6 s 65                                                                   |
| 110 m haies (- 0,6 m/s) | Abdulaziz al-Mandeel 13 s 50                                                                        | Yaqoub Mohamed al-Youha 13 s 59                                                                              | Ahmed Khader al-Molad 13 s 61                                                                       |
| 400 m haies | Eric Cray 49 s 57                                                                                   | Chen Chieh 49 s 75                                                                                           | Jabir M.P. 50 s 22 (PB)                                                                             |
| 3 000 m steeple | Hossein Keyhani 8 min 43 s 82                                                                       | Yaser Bagharab 8 min 46 s 16                                                                                 | Ali Ahmed al-Amri 8 min 52 s 64                                                                     |
| 4 × 100 m | Chine Tang Xingqiang Liang Jinsheng Bie Ge Xu Haiyang 39 s 38 Participant aux séries : Xu Zhouzheng | Thaïlande Kritsada Namsuwan Bandit Chuangchai Jirapong Meenapra Jaran Sathoengram 39 s 38 Ruttanapon Sowan 0 | Hong Kong So Chun Hong Ng Ka Fung Tang Yik Chun Tsui Chi Ho 39 s 53 Wan Hin Chung 0                 |
| 4 × 400 m | Inde Kunhu Muhammed Amoj Jacob Arokia Rajiv Mohammad Anas 3 min 2 s 92                              | Sri Lanka Tharusha Dananjaya Kalinga Kumarage Ajith Premakumara Dilip Ruwan 3 min 4 s 80                     | Thaïlande Apisit Chamsri Nattapong Kongkraphan Jirayu Pleenaram Phitchaya Sunthonthuam 3 min 6 s 48 |
| Saut à la perche | Ding Bangchao 5,65 m                                                                                | Masaki Ejima 5,65 m (AJR)                                                                                    | Ernest Obiena 5,50 m                                                                                |
| Saut en longueur | Huang Changzhou 8,09 m                                                                              | Chan Ming Tai 8,03 m                                                                                         | Shōtarō Shiroyama 7,97 m                                                                            |
| Triple saut | Zhu Yaming 16,82 m                                                                                  | Mark Harry Diones 16,45 m                                                                                    | Xu Xiaolong 16,45 m                                                                                 |
| Saut en hauteur | Woo Sang-hyeok 2,30 m (=PB)                                                                         | Zhang Guowei 2,28 m                                                                                          | Majd Eddine Ghazal 2,24 m                                                                           |
| Lancer du poids | Ali Samari 19,80 m                                                                                  | Tejinder Pal Singh 19,77 m                                                                                   | Ivan Ivanov 19,41 m                                                                                 |
| Lancer du disque | Ehsan Hadadi 64,54 m                                                                                | Muhammad Irfan 60,96 m                                                                                       | Vikas Gowda 60,81 m                                                                                 |
| Lancer du marteau | Dilshod Nazarov 76,69 m                                                                             | Wang Shizhu 73,81 m                                                                                          | Lee Yoon-chul 73,77 m                                                                               |
| Lancer du javelot | Neeraj Chopra 85,23 m (CR)                                                                          | Ahmed Bader Magour 83,70 m                                                                                   | Davinder Singh Kang 83,29 m                                                                         |
| Décathlon | Sutthisak Singkhon 7 732 pts (PB)                                                                   | Kazuya Kawasaki 7 584 pts                                                                                    | Guo Qi 7 495 pts                                                                                    |
| Records et Performances - AR : Record continental (area record) - CR : Record des championnats (championship record) - MR : Record du meeting (meet record) - NR : Record national (national record) - OR : Record olympique (olympic record) - PR : Record paralympique (paralympic record) - PB : Record personnel (personal best) - SB : Meilleure performance personnelle de la saison (season's best) - WL : Meilleure performance mondiale de l'année (world leader) - WJR : Record du monde junior (world junior record) - WR : Record du monde (world record) Circonstances et Conditions - DNF : N'a pas terminé (did not finish) - DNS : N'a pas pris le départ (did not start) - DQ : Disqualification (disqualification) - NM : Aucun essai valable enregistré (No Mark) - Q : Qualifié « directement » au prochain tour (ou à la prochaine compétition), lors d'une compétition majeure, grâce au classement ou à la réalisation des minima (automatic qualifier) - q : Qualifié au prochain tour (ou à la prochaine compétition), lors d'une compétition majeure, grâce au repêchage ou à la réalisation de l'une des meilleures performances parmi celles des « non qualifiés directement » (grâce au meilleur temps ou à la meilleure distance par exemple) (secondary qualifier) | | | |

### Femmes
| Épreuves | Or                                                                                             | Argent                                                           | Bronze                                                             |
| --- | ---------------------------------------------------------------------------------------------- | ---------------------------------------------------------------- | ------------------------------------------------------------------ |
| 100 m | Viktoriya Zyabkina 11 s 39                                                                     | Olga Safronova 11 s 45                                           | Dutee Chand 11 s 52                                                |
| 200 m | Viktoriya Zyabkina 23 s 10                                                                     | Rumeshika Rathnayake 23 s 43                                     | Olga Safronova 23 s 47                                             |
| 400 m | Quách Thị Lan 52 s 78                                                                          | Jisna Mathew 53 s 32                                             | Machettira Raju Poovamma 53 s 36                                   |
| 800 m | Nimali Liyanarachchi 2 min 5 s 23                                                              | Gayanthika Abeyratne 2 min 5 s 27                                | Fumika Ōmori 2 min 6 s 50                                          |
| 1 500 m | P. U. Chitra 4 min 17 s 92                                                                     | Geng Min 4 min 19 s 15                                           | Ayako Jinnouchi 4 min 19 s 90                                      |
| 5 000 m | Darya Maslova 15 min 57 s 95                                                                   | Alia Saeed Mohammed 15 min 59 s 95                               | Sanjivani Jadhav 16 min 00 s 24                                    |
| 10 000 m | Darya Maslova 32 min 21 s 21                                                                   | Yuka Hori 32 min 23 s 26                                         | Mizuki Matsuda 32 min 46 s 61                                      |
| 100 m haies | Jung Hye-lim 13 s 16                                                                           | Ayako Kimura 13 s 30                                             | Wang Dou 13 s 36                                                   |
| 400 m haies | Nguyễn Thị Huyền 56 s 14 (NR)                                                                  | Anu Raghavan 57 s 22                                             | Sayaka Aoki 58 s 18                                                |
| 3 000 m steeple | Sudha Singh 9 min 59 s 47                                                                      | Hyo Gyong 10 min 13 s 94                                         | Nana Sato 10 min 18 s 11                                           |
| 4 × 100 m | Kazakhstan Rima Kashafutdinova Merdjen Ishanguliyeva Viktoriya Zyabkina Olga Safronova 43 s 53 | Chine Sun Fengyan Lin Huijun Kong Lingwei Feng Lulu 44 s 50      | Inde Merlin Joseph Srabani Nanda Himashree Roy Dutee Chand 44 s 57 |
| 4 × 100 m | Viêt Nam Nguyễn Thị Oanh Quách Thị Lan Hoàng Thị Ngọc Nguyễn Thị Huyền 3:33.22                 | Japon Sayaka Aoki Kana Ichikawa Seika Aoyama Manami Kira 3:37.74 |                                                                    |
| Saut en hauteur | Nadiya Dusanova 1,84 m                                                                         | Yeung Man Wai Wang Xueyi Liu Jongyi 1,80 m                       | non attribuée                                                      |
| Saut à la perche | Chen Qiaoling 4,40 m                                                                           | Li Ling 4,20 m                                                   | Chayanusa Chomchuendee 4,10 m                                      |
| Saut en longueur | Bùi Thị Thu Thảo 6,54 m                                                                        | Nellickal V. Neena 6,54 m                                        | Nayana James 6,42 m                                                |
| Triple saut | Mariya Ovchinnikova 13,72 m                                                                    | Irina Ektova 13,62 m                                             | N.V. Sheena 13,42 m                                                |
| Lancer du poids | Manpreet Kaur 18,28 m                                                                          | Guo Tianqian 17,91 m                                             | Aya Ota 15,45 m                                                    |
| Lancer du disque | Chen Yang 60,41 m                                                                              | Subenrat Insaeng 56,82 m                                         | Lu Xiaoxin 55,27 m                                                 |
| Lancer du marteau | Luo Na 69,92 m                                                                                 | Liu Tingting 69,45 m                                             | Hitomi Katsuyama 60,22 m                                           |
| Lancer du javelot | Li Lingwei 63,06 (CR)                                                                          | Dilhani Lekamge 58,11 m (PB)                                     | Annu Rani 57,32 m                                                  |
| Heptathlon | Swapna Burman 5 942 pts                                                                        | Meg Hemphill 5 883 pts                                           | Purnima Hembram 5 798 pts                                          |
| Records et Performances - AR : Record continental (area record) - CR : Record des championnats (championship record) - MR : Record du meeting (meet record) - NR : Record national (national record) - OR : Record olympique (olympic record) - PR : Record paralympique (paralympic record) - PB : Record personnel (personal best) - SB : Meilleure performance personnelle de la saison (season's best) - WL : Meilleure performance mondiale de l'année (world leader) - WJR : Record du monde junior (world junior record) - WR : Record du monde (world record) Circonstances et Conditions - DNF : N'a pas terminé (did not finish) - DNS : N'a pas pris le départ (did not start) - DQ : Disqualification (disqualification) - NM : Aucun essai valable enregistré (No Mark) - Q : Qualifié « directement » au prochain tour (ou à la prochaine compétition), lors d'une compétition majeure, grâce au classement ou à la réalisation des minima (automatic qualifier) - q : Qualifié au prochain tour (ou à la prochaine compétition), lors d'une compétition majeure, grâce au repêchage ou à la réalisation de l'une des meilleures performances parmi celles des « non qualifiés directement » (grâce au meilleur temps ou à la meilleure distance par exemple) (secondary qualifier) |                                                                                                |                                                                  |                                                                    |

## Tableau des médailles
| Rang | Nation              | Or | Argent | Bronze | Total |
| ---- | ------------------- | -- | ------ | ------ | ----- |
| 1    | Inde                | 12 | 5      | 12     | 29    |
| 2    | Chine               | 8  | 8      | 4      | 20    |
| 3    | Kazakhstan          | 4  | 2      | 2      | 8     |
| 4    | Iran                | 4  | 0      | 1      | 5     |
| 5    | Viêt Nam            | 2  | 2      | 0      | 4     |
| 6    | Corée du Sud        | 2  | 1      | 1      | 4     |
| 7    | Koweït              | 2  | 1      | 0      | 3     |
| 8    | Kirghizistan        | 2  | 0      | 1      | 3     |
| 9    | Sri Lanka           | 1  | 4      | 0      | 5     |
| 10   | Thaïlande           | 1  | 2      | 2      | 5     |
| 11   | Philippines         | 1  | 1      | 1      | 3     |
| 12   | Taipei chinois      | 1  | 1      | 0      | 2     |
| 13   | Tadjikistan         | 1  | 0      | 0      | 1     |
| 13   | Ouzbékistan         | 1  | 0      | 0      | 1     |
| 15   | Qatar               | 0  | 6      | 1      | 7     |
| 16   | Japon               | 0  | 4      | 9      | 13    |
| 17   | Hong Kong           | 0  | 2      | 1      | 3     |
| 18   | Malaisie            | 0  | 1      | 0      | 1     |
| 18   | Émirats arabes unis | 0  | 1      | 0      | 1     |
| 18   | Corée du Nord       | 0  | 1      | 0      | 1     |
| 21   | Arabie saoudite     | 0  | 0      | 3      | 3     |
| 22   | Syrie               | 0  | 0      | 1      | 1     |
| 22   | Oman                | 0  | 0      | 1      | 1     |